# Río Nuevo (Belice)
El río Nuevo (inglés: New River) es un río beliceño que corre en el norte del país. Está principalmente en el Distrito de Orange Walk pero desemboca en el distrito vecino de  Corazol, en su bahía. Es el río más largo que está solamente en Belice.
El Nuevo río empieza en el Distrito de Orange Walk y corre en su capital, Orange Walk Town, e entonces las ciudades de Shipyard, Guinea Grass y San Esteban. Corre al norte y desemboca a la bahía de Corazol. Las ruinas mayas de Lamanai están al lado de su fuente, la Laguna del Río Nuevo. Hay cocodrilos en el río.